# Femmes de Tahiti
Femmes de Tahiti est une huile sur toile du peintre français Paul Gauguin réalisée en 1891. Actuellement conservé par le Musée d'Orsay, à Paris, ce tableau représente deux Tahitiennes sur une plage.

## Historique
L'artiste fait tout d'abord don du tableau au capitaine Arnaud (Tahiti) qui le lègue à sa fille. Celle-ci conserve le tableau jusqu'en 1920. De 1920 à 1923, les Femmes de Tahiti font partie de la collection du vicomte Guy de Cholet. En 1923 l'État accepte le tableau à titre de don aux Musées nationaux.
- 1923, attribué au musée du Louvre
- 1923 à 1929 : musée du Luxembourg
- 1929 à 1947 : musée du Louvre
- 1947 à 1986 : galerie nationale du Jeu de Paume
- depuis 1986 : musée d'Orsay

## Expositions
- 1989 : Gauguin, Paris
- 1996 : La modernité - Collections du musée d'Orsay, Kobé
- 1997 : L'Âge d'or de l'impressionnisme - Chefs-d'œuvre du Musée d'Orsay, Taipei
- 1998 : Paul Gauguin. Das verlorene Paradies, Essen puis Berlin
- 2003 : Gauguin Tahiti, Paris
- 2004 : Gauguin Tahiti, Boston
- 2005 : Gauguin - Van Gogh. L'Avventura del colore nuovo, Brescia
- 2007 : De Millet à Bonnard. La création picturale dans les collections du musée d'Orsay (1848-1914), Séoul
- 2010 : Van Gogh, Gauguin, Cézanne & beyond, Post-Impressionism from the Musée d'Orsay, Canberra et San Francisco
- 2010 : Post-impressionnisme - 115 chefs-d'œuvre de la collection du Musée d'Orsay, Tokyo

## Divers

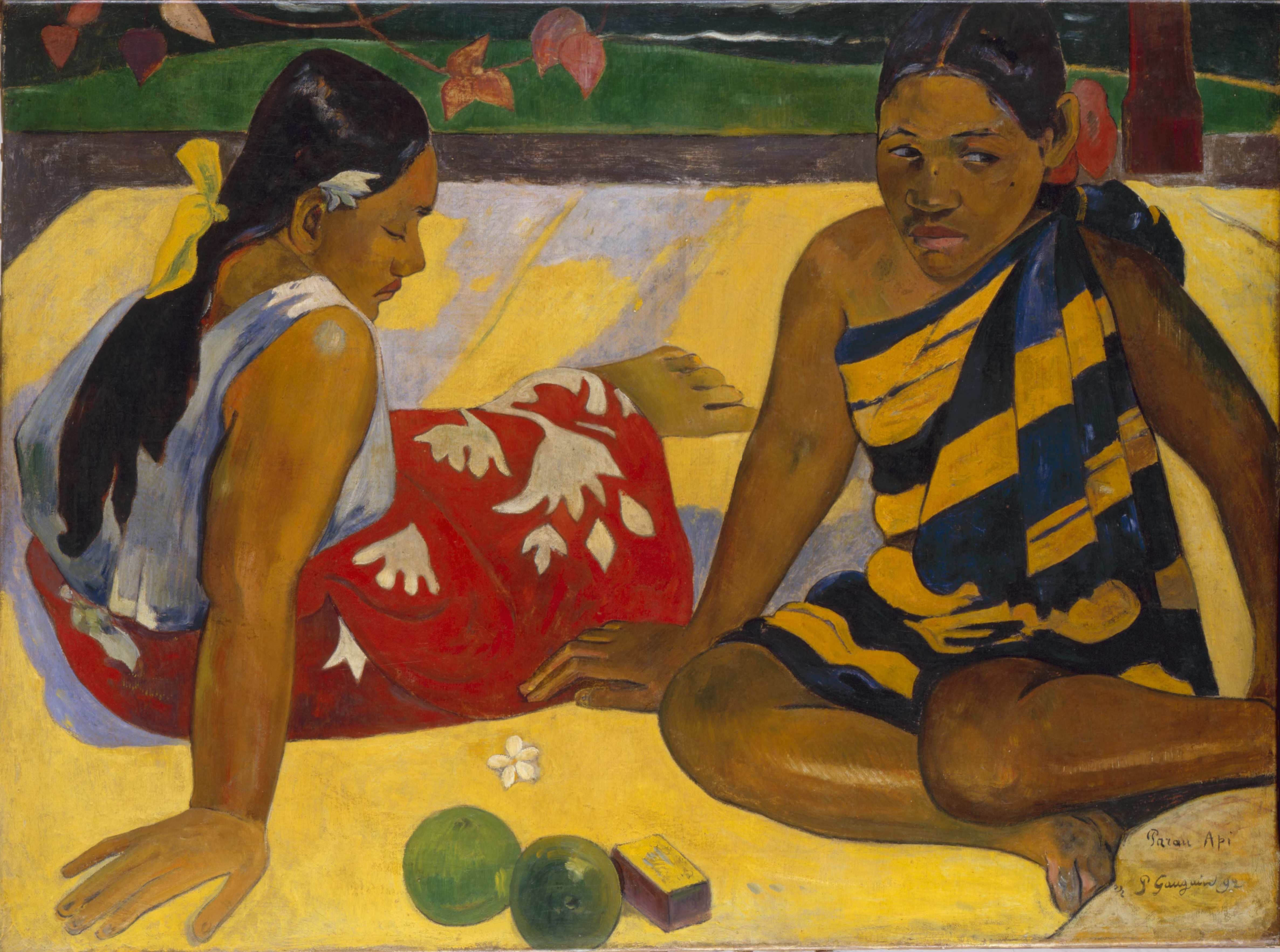
Parau Api

Une autre version peinte en 1892, « Parau Api », est exposée aux Staatliche Kunstsammlungen de Dresde.
En 2006, un timbre à l'effigie du tableau est lancé dans la collection « 2006 - Les Impressionnistes ».